# Gonçalo Vaz Pinto
Gonçalo Vaz Pinto foi um cavaleiro português.
Foi condenado ao degredo pelo homicídio da esposa Leonor Gil, sendo obrigado a cumprir três anos de serviço em Ceuta. 
Recebe o perdão régio a 31 de dezembro de 1456 .